# Plan de Recuperación, Transformación y Resiliencia
El Plan de Recuperación, Transformación y Resiliencia (PRTR), también conocido como España Puede, es el plan desarrollado por el Gobierno español de Pedro Sánchez (PSOE) como propuesta a la Comisión Von der Leyen para la gestión de los fondos europeos Next Generation EU (NGEU) en periodo 2021-2027 en el marco del Mecanismo de Recuperación y Resiliencia (MRR), de los cuales a España le corresponden 69.500 millones de euros a fondo perdido, además de tener acceso a otros 67.000 millones € en préstamos que aún no ha solicitado. Es una de las inversiones públicas más grandes que ha conocido el país en su historia. El plan ha sido aprobado y ya se encuentra en proceso de aplicación. 

## Desarrollo
Debido a los daños económicos y sociales causados por la pandemia por coronavirus, a finales de mayo de 2020 la Comisión Europea presentó el plan de recuperación NGEU, con un valor total aproximado de 750 mil millones €. Este método keynesiano de afrontar la crisis pandémica contrasta con el modo austero en que Europa enfrentó la crisis financiera de 2008. 
España, que será tras Italia el país que más fondos reciba (), fue uno de los primeros países en presentar un plan, el 27 de abril de 2021, y ser aprobado en julio. Para su desarrollo, el Gobierno de España se ha ayudado de la CEOE y de las consultoras Deloitte, Ernst & Young, KPMG y PwC. El plan fue presentado a los españoles por el presidente Sánchez el 7 de octubre de 2021.

## Contenido

### Ejes transversales
El PRTR se centra en cuatro cuestiones, que vienen definidas por el plan Next GenerationEU, y que determinan hacia dónde se destinarán estos fondos:
1. Transición ecológica, que pretende reorientar el sector productivo hacia una economía más «verde»;
2. Digitalización de la economía, que afectará a todos los sectores (agricultura, educación, turismo, etc.) e incluirá la tan urgente modernización de las webs de la Administración pública;
3. Cohesión social y territorial, haciendo hincapié en los principales problemas estructurales de España: la despoblación interior, el reto demográfico intergeneracional o la falta de unidad social;
4. Igualdad de género, para elevar la tasa de empleo femenino.

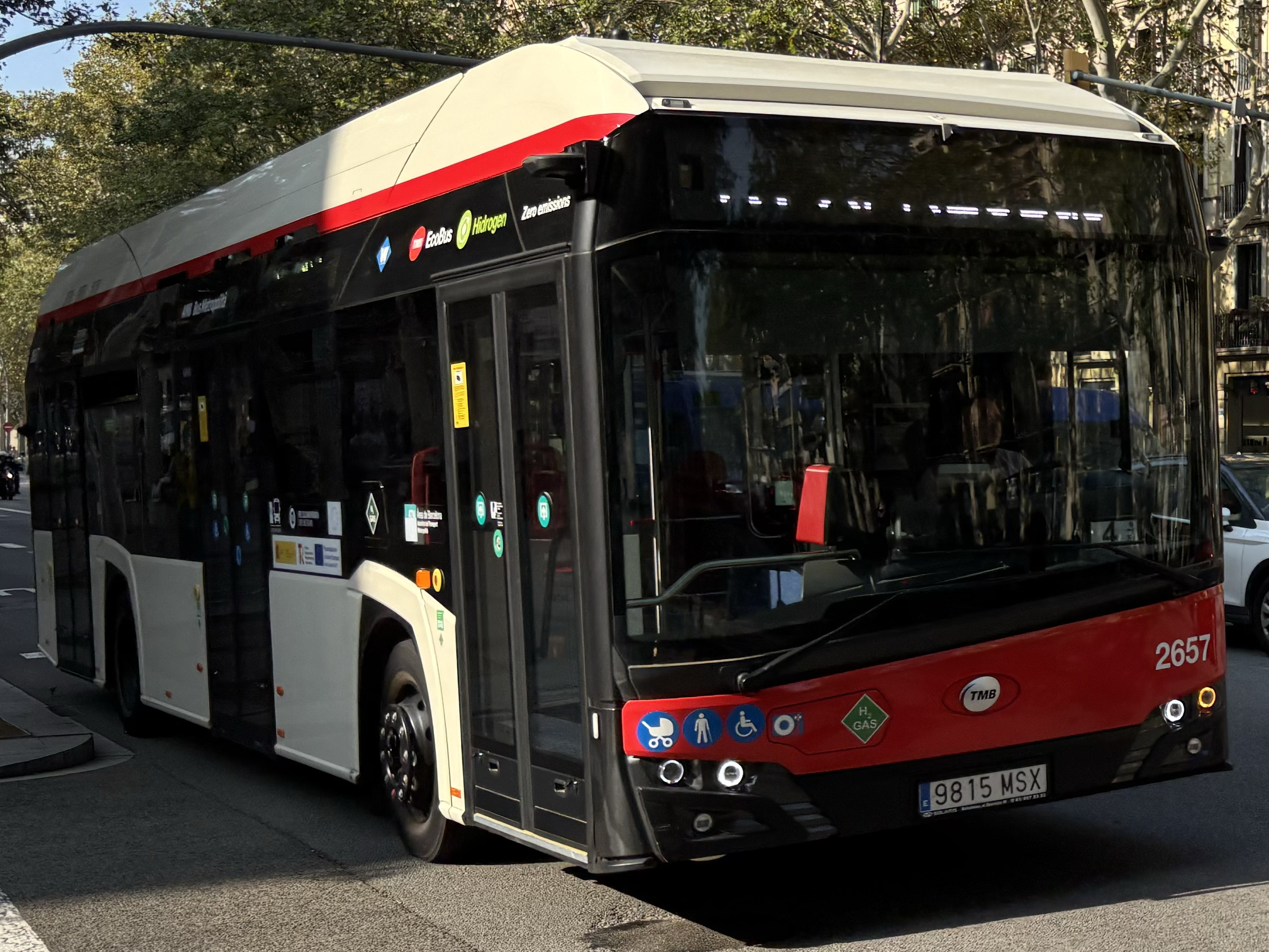
Autobus financiado a través del PRTR de la TMB en Barcelona.

## Actuaciones
Según el PRTR, se priorizará «la inversión en proyectos maduros y con un fuerte potencial tractor», como:
- la estrategia de movilidad sostenible, segura y conectada,
- los programas de rehabilitación de vivienda y regeneración urbana, de techos solares y de puntos de recarga, de saneamiento y depuración e infraestructuras de gestión de residuos en municipios de menos de 5.000 habitantes,
- la rehabilitación de costas y biodiversidad, o
- el plan de digitalización de pymes.

En paralelo, se empezará a desplegar los proyectos que requieren de un mayor plazo de maduración, como:
- la Hoja de ruta del 5G,
- la Hoja de ruta del hidrógeno renovable o
- la Estrategia de Inteligencia Artificial.

Algunas de las inversiones que se han aprobado, a fecha de diciembre de 2021, son:
- Estrategia España Digital 2025, un total de 52 proyectos de banda ancha para una conexión rápida con Internet, que beneficiará principalmente a las zonas rurales.[4][5] La red de fibra óptica de Telefónica se verá ampliada gracias a una subvención de 7,7 millones €.[6]
- Plan Justicia 2030, para la digitalización del sistema judicial de España; 410  millones €.[7]
- Subvención de 18.400.000 € a la Federación Española de Municipios y Provincias para la promoción de estilos de vida saludable, que incluye la rehabilitación de entornos saludables.[8]
- Digitalización de los caminos de Santiago.[9]

## Controversias

### Rescate a la aerolínea Plus Ultra
Las empresas aéreas han sido de las más golpeadas de la crisis, y por ello muchas de ellas no han tardado en solicitar ayudas. La partida más grande está destinada a Air Europa (475 millones €), ya que es la aerolínea más grande y con mayor número de trabajadores en España. Poco después, en julio de 2021, el Gobierno de España aprobó un controvertido rescate de 53 millones € a la aerolínea Plus Ultra. El rescate a esta empresa fue criticado por la oposición de PP y Vox, pues aparentemente es una aerolínea pequeña que no resulta clave para la recuperación de la economía nacional. Además, diversos medios han señalado que los directores venezolanos de Plus Ultra tienen supuestamente cercanía con el régimen de Nicolás Maduro y también podrían tener conexiones cercanas con el partido en el poder, PSOE.
Ante este sospechoso trasvase de fondos públicos, la jueza Esperanza Collazos del Juzgado de Instrucción número 15 de Madrid, a petición de Manos Limpias, ordenó la paralización del rescate hasta que no hubiese justificado, alegando un delito de malversación del artículo 308 del Código Penal. Sin embargo, un mes después, el juzgado desbloqueó la entrega de los primeros 34 millones € para Plus Ultra, y a partir de entonces diversas aerolíneas empezaron a solicitar también las ayudas, como Air Europa, Air Nostrum o Volotea.